# Adrien (voilier)
Iris depuis 2021
Pour les articles homonymes, voir Adrien et Iris.
Le voilier Adrien est un voilier de plan Vaton construit en 2001 par les Chantiers Gamelin pour Jean-Luc Van Den Heede au nom de son sponsor Michel Adrien. Il est renommé L'Oréal Paris en 2006, puis Tahia, et Iris en 2021. Il est propriété de l'écurie de course au large BE Racing depuis juin 2024.

## Historique
Adrien est un voilier de plan Vaton construit en 2001 par les chantiers navals Gamelin pour Jean-Luc Van Den Heede,, dont le principal parrain est l'armateur de pêche Michel Adrien. En 2004, il bat le record du tour du monde à l'envers en 122 jours et 14 h.
En 2006, le bateau est repris par Maud Fontenoy et rebaptisé L'Oréal Paris. La navigatrice réalise avec lui, en 2007, un tour de l'hémisphère sud à la voile, de l'est vers l'ouest. Le voilier, rebaptisé ensuite Tahia, devient le porte-drapeau de la fondation Maud Fontenoy.
En 2021, Tahia est racheté par la société Blue Observer et rebaptisé Iris. Il est destiné à des missions océanographiques. La société Blue Observer est mise en liquidation judiciaire en 2024, après seulement une mission scientifique.
Le bateau est vendu aux enchères en juin 2024 à la société BE Racing, écurie de course au large basée à Saint-Malo,.

## Caractéristiques techniques
Adrien est un voilier à coque aluminium. Ses caractéristiques sont :
- longueur : 25,70 m ;
- largeur : 5,40 m ;
- hauteur de mat : 33 m ;
- capacité d'emport : 2,5 t.

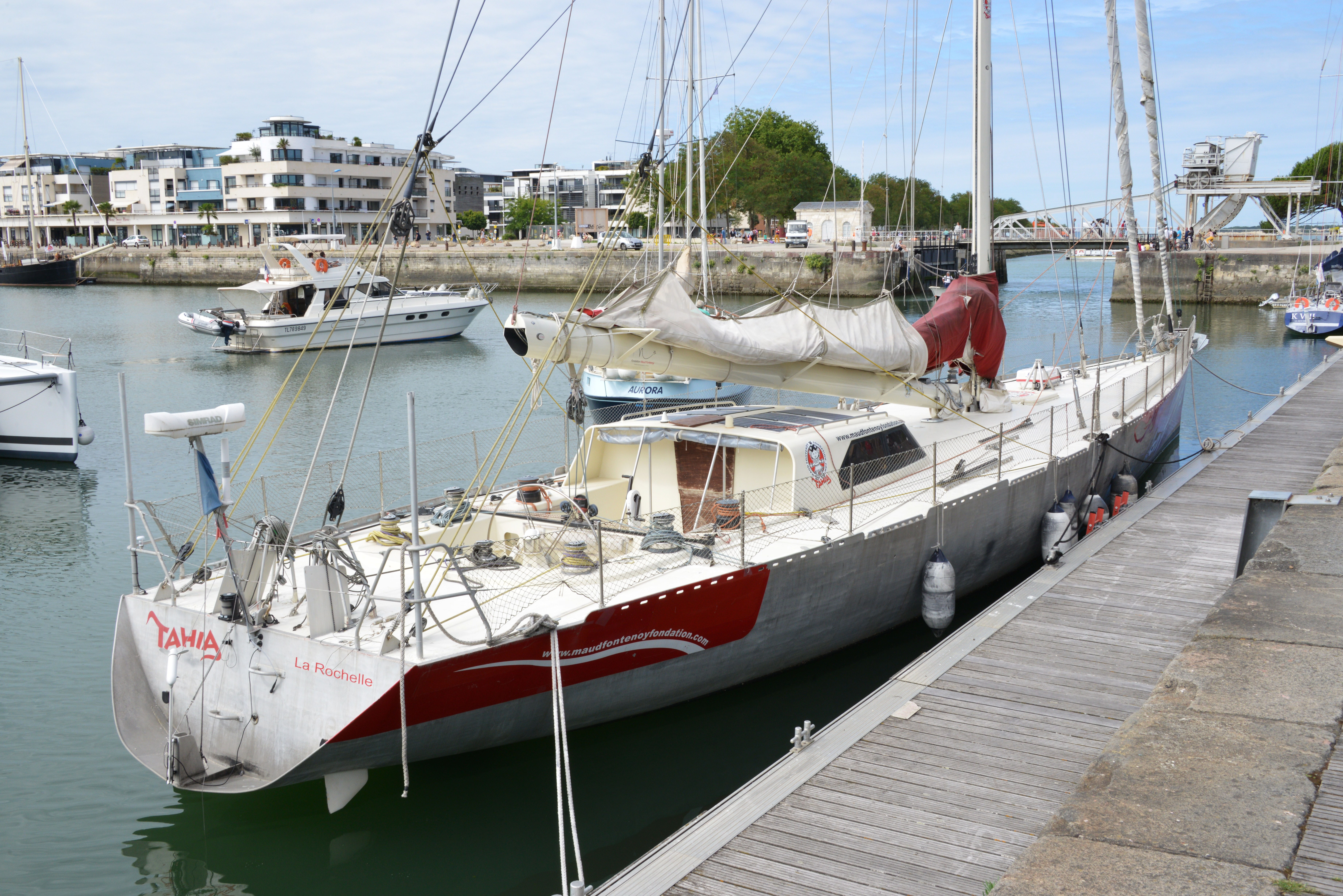
Tahia dans le port de La Rochelle en 2017.